# Testedzésfüggőség
A testedzésfüggőség (exercise dependence) a testedzéshez való egészségtelen ragaszkodást vagy kényszeres szükségletet jelenti, amelyben zavart szenved és károsodik a személy testi, lelki, társas vagy egyéb, más területet érintő működése. Ez nem feltétlenül a sportteljesítmény javításának szükségletéből fakad, hanem inkább abból, hogy az egyén megszabaduljon azoktól a kellemetlen érzésektől, melyek a testedzés kihagyásából fakadnak. 

## Jellemzői
A mozgás pszichés és fizikai előnyei vitathatatlanok. Kikapcsolódásnak és erőnlétnövelésnek is kiváló. Ugyanakkor, mint sok minden más is az életben, ha mértéktelenné válik, már ártó lehet. William Glasser, a téma első leírója 1976-ben még pozitív függőségként írta le a jelenséget, azt a jellegét kiemelve, hogy a függőségek egy olyan formájáról van szó, amely következményeiben pozitív, hiszen az egészségre nézve kedvező hatással bír, továbbá számos pszichológiai dimenzióval hozható kedvező kapcsolatba, hozzájárul az élettel való elégedettséghez. A téma iránt érdeklődött azonban  William P. Morgan is, aki már továbbgondolta Glasser elképzeléseit, és rámutatott, hogy igenis, a testedzéstől való függőség esetében is megmutatkozhatnak az függőségekre jellemző kedvezőtlen jelenségek, a megvonásos tünetegyüttes, a kedvezőtlen szociális következmények és egyéb káros hatások. Ennek megfelelően, ő már viselkedési zavarként azonosította a testedzésfüggőséget, s reflektálva Glasser elnevezésére, maga a negatív addikció kifejezést használta. Az elnevezés terén még a mai napig tapasztalhatunk egy kis zavart. A legelterjedtebbnek a testedzésfüggőség (exercise dependence) elnevezés mondható, előfordul azonban a szakirodalmakban  a Morgan által használt negatív addikció, illetve a kényszerítő vagy kényszeres testedzés (obligatory exercising, compulsive exercising), vagy ritkábban az excesszív testedzés (excessive exercising) kifejezés is.
A testedzésfüggőség előfordulási arányaira elég eltérő adatok találhatók. Ennek oka, hogy a különböző kutatásokban sokszor eltérő mérőeszközöket használnak a túlzott testedzés azonosítására. Emellett változó, hogy felmérik e, hogy elsődleges vagy másodlagos testedzésfüggőségről van e szó, vagyis, nem minden esetben egészítik ki a kutatást az evészavar jelenlétének vizsgálatával Normál populációs adatokra vonatkozóan egy tanulmány ismeretes, mely Magyarországon készült Paksi és munkatársai (2009) gondozásában. Eredményeik szerint, ahol két különböző testedzésfüggőséget mérő tesztet használtak, a népesség 0,3–05%-a azonosítható addiktív sportolóként, míg 6,2-10,1% a testedzésfüggőség szempontjából veszélyeztetettnek mondható.

## Tünetek
Az alábbi tüneteket áttekintve azt láthatjuk, hogy a túlzásba vitt testedzés esetében lényegében hasonló tünetek jelennek meg, mint más viselkedéses, illetve a kémiai addikciók esetében. A legfontosabb, diagnosztikus értékű tünetek az alábbiakban foglalhatók össze:
- Túlzott mértékű sporttevékenység, aminek eredményeképpen klinikailag jelentős mértékben zavart szenved és károsodik a személy testi, lelki, társas vagy egyéb más területet érintő működése.
- A testedzés uralja a személy mindennapjait; gondolatait csakúgy mint az érzéseit (sóvárgás) és a viselkedését. Amikor nem edz, gondolatait gyakran akkor is a testedzés körül forognak.
- Tolerancia, azaz egyre nagyobb mennyiségű testedzésre van szüksége a személynek az elvonási tünetek elkerülése, illetve annak érdekében, hogy megfelelően érezze magát.
- Megvonási tünetek, azaz a testedzés hiányában, annak akadályozásakor jellegzetes megvonásos tünetegyüttes alakul ki. Ez jelentkezhet hangulatingadozásban, irritabilitásban, alvászavarban vagy egyéb testi és/vagy pszichés tünetekben.
- A túlzó mértékű testedzés annak ellenére fennmarad, hogy a személy észleli, hogy testi, lelki, társas kapcsolatbeli, munkahelyi/tanulási vagy az élete egyéb területét érintő ártalmakat szenved a túlzó testedzés miatt, és tisztában is van vele, hogy ezen negatív következmények oka a túlzásba vitt sportolási aktivitásban azonosítható.
- Jellemző a testedzés hangulatmódosító hatása. A személyek gyakran számolnak be „high” élményről vagy arról, hogy az edzés segít nekik „megszökni”, megnyugvást találni a mindennapos problémákkal szemben.
- Visszaesés, azaz a túlzott mértékű testedzésnek újra és újra nem sikerül gátat szabni, illetve amennyiben a személy kontrollálja vagy megszünteti a tevékenységet, akkor az újrakezdéskor nagyon rövid időn belül ismét eléri a korábbi extrém magas szintet az aktivitásban.
- Fontos szempont, kizáró jellegű kritérium, hogy a túlzó mértékű testedzést ne lehessen más mentális zavarral jobban magyarázni. Azaz például, amennyiben a testedzés legfőbb oka az anorexia nervosa esetében megjelenő testsúlykontroll biztosítása, úgy a tevékenységet az anorexia tüneteként és nem testedzés addikcióként azonosítjuk.

## Szintjei[1]
Miután a testtel és az étkezéssel kapcsolatos zavarok természetükből adódóan több közös vonással rendelkeznek, fontos ezek megkülönböztetése. Így beszélhetünk elsődleges, illetve másodlagos testedzésfüggőségről is.

### Elsődleges testedzésfüggőség
A rendszeres testedzés iránti elköteleződés nem jelent testedzésfüggőséget. Az elkötelezett, kitartó testmozgás sikerélményt, örömet és teljesítmény jóleső érzését adja a résztvevő számára, aki úgy tekint a mozgásra és a testedzésre, mint élete egy fontos, azonban nem központi elemére. Ezzel szemben a testedzésfüggő személy számára a mozgás prioritást jelent a munkahelyi feladatokkal és a társas kapcsolatokkal szemben, továbbá az élet más területei is csorbát szenvednek miatta. Motivációs háttere lehet a kellemetlen függőségi tünetek enyhítésének igénye, azaz a negatív megerősítés éppúgy, mint a pozitív megerősítés iránti vágy, mint például a holtponton való túljutást követő eufória érzése, az úgynevezett „runner’s high”.
Kritériumok:
- Az edzés a személy életének döntő fontosságú részévé, valamint sztereotipizálttá és rutinszerűvé válik.
- Az edzés elmaradása esetén a személy jelentős mértékű megvonási tüneteket él át, mint például hangulatingadozás, álmatlanság, irritabilitás.
- Az edzés központi szerepbe kerülése, klinikai szintű distresszt vagy károsodást okoz a személy életének fizikai, szociális, foglalkozási vagy egyéb fontos területein.
- Az edzéshez való elköteleződés e formája nem magyarázható jobban más mentális zavarral.

### Másodlagos testedzésfüggőség
Másodlagos testedzésfüggőség igen gyakori evészavaros betegek körében. Akkor beszélhetünk erről a szintről, ha a fizikai aktivitás kalóriamérleg kontrollálásának egy módja, és így a súlycsökkentés egy eszköze. Magas az együttjárás a testedzés és az evészavarok között az élsportolók és a testépítők körében. Mind a női, mind a férfi sportolók számára a testsúlykontroll kritikus jelentőségű (pl. súlyemelők, tornászok, búvárok), ami az evészavarok kialakulásának magas rizikóját adja.
Kritériumok:
- A vékonyság elérése érdekében a személy repertoárjának része az edzés sztereotipizált mintázata, rendszeres napi egy vagy több alkalommal.
- Egyéb aktivitások háttérbe szorítása az edzési mintázat fenntartása érdekében.
- Megnövekedett tolerancia, az évek során kialakult edzés mennyiségével szemben.
- A sportolás akadályoztatása esetén hangulati zavar megjelenése a megvonási tünetek részeként.
- Megvonási tünetek megléte során a mozgás megnyugvást jelent, illetve annak elkerülését szolgálja.
- A kényszeres edzés tudatossága.
- Az absztinencia időszaka után, gyorsan visszaáll a sportolási szokások korábbi mintázata, valamint a megvonásos tünetek.

Előfordulását tekintve a kutatások inkább azt mutatják, hogy a férfiakra jellemzőbb a testedzésfüggőség (Costa és mtsai, 2013; Hausenblas és Symons, 2002; Modolo és mtsai, 2011;), ám volt olyan kutatás is (Zmijewsky és Howard, 2003) , ami a nők körében talált magasabb előfordulási arányt a sportfüggők tekintetében. Feltételezhető, hogy a nők a vékonyság elérése érdekében „esnek bele a túledzettség hibájába”, így esetükben nagyobb valószínűséggel számíthatunk arra, hogy egyéb evészavarok állnak a háttérben.

## Komorbiditás[3]
A testedzésfüggőség és a táplálkozási magatartás zavarainak együttjárása igen szoros. Az evési zavarok esetében kiemelkedően magas a kényszeres testedzés előfordulása és fordítva: a testedzésfüggőség esetében is jellemző a testtel, a testsúllyal való túlzott mértékű foglalkozás, és ehhez kapcsolódóan a táplálkozási magatartás fölött gyakorolt speciális kontroll. Bár sok esetben történhet reális kísérlet annak eldöntésére, hogy melyik zavar az elsődleges, ez nem mindig lehetséges. Annál inkább, hiszen bizonyos tekintetben rokon jelenségekről van szó, amelyek gyökere sokszor közös.

## Kezelési lehetőségek[4]
A testedzésfüggőség gyógyításának első feltétele a páciens részéről történő felismerés. Jellegzetesen rejtőzködő problémának tekinthető, mivel a sportolás általánosan elfogadott és támogatott tevékenység, ritkán veszi észre mind a tünethordozó, mind környezete, hogy viselkedése problémásnak tekinthető. Az egyik figyelemfelhívó jel lehet a személy számára valamilyen testi tünet, ami arra utal, hogy túlzásba vitte a mozgást. Ilyen lehet az egyre növekvő számú sérülések, végül pedig a fáradásos törés. Sérülés esetén a betegek általánosságban sportorvoshoz vagy gyógytornászhoz fordulnak. Amennyiben felmerül a gyanú bennük, ők töltik be az első számú szűrőfunkciót, és ők irányítják tovább a személyt a megfelelő ellátás felé.A beteg környezete bizonyos árulkodó jelekre. Ilyen lehet például a túlzott anyagi javak fordítása a sporteszközökre, a mindennapi feladatok, barátok, család elhanyagolása. Ezek a tünetek persze más problémára is utalhatnak, így elképzelhető, hogy a páciens egyéb okok miatt keresi fel orvosát, jut el esetleg pszichológushoz/pszichiáterhez, aki segíthet fényt deríteni problémájára. 
A szakirodalmak két módszert tartanak igazán hatékonynak a testedzésfüggőség kezelésére: motivációs interjút és a kognitív-viselkedéses terápiát (CBT-t). Előbbi lényege, hogy a terapeuta segít megkeresni páciensének azokat a célokat, előnyöket, melyek elég motiváló erővel rendelkeznek ahhoz, hogy a személy a változás útjára lépjen. A kognitív-behavior terápia tulajdonképpen folytatásként tekinthető, azok számára, akik elég motivációval rendelkeznek a változáshoz. Ennek során a terapeuta és a kliens együtt dolgoznak. Előbbi segít azonosítani és megváltoztatni azokat az irracionális és automatikus gondolatokat, melyek negatív érzéseket és viselkedéseket váltanak ki.